# Kloten
Kloten (toponimo tedesco) è un comune svizzero di 19 086 abitanti del Canton Zurigo, nel distretto di Bülach; ha lo status di città.

## Monumenti e luoghi d'interesse

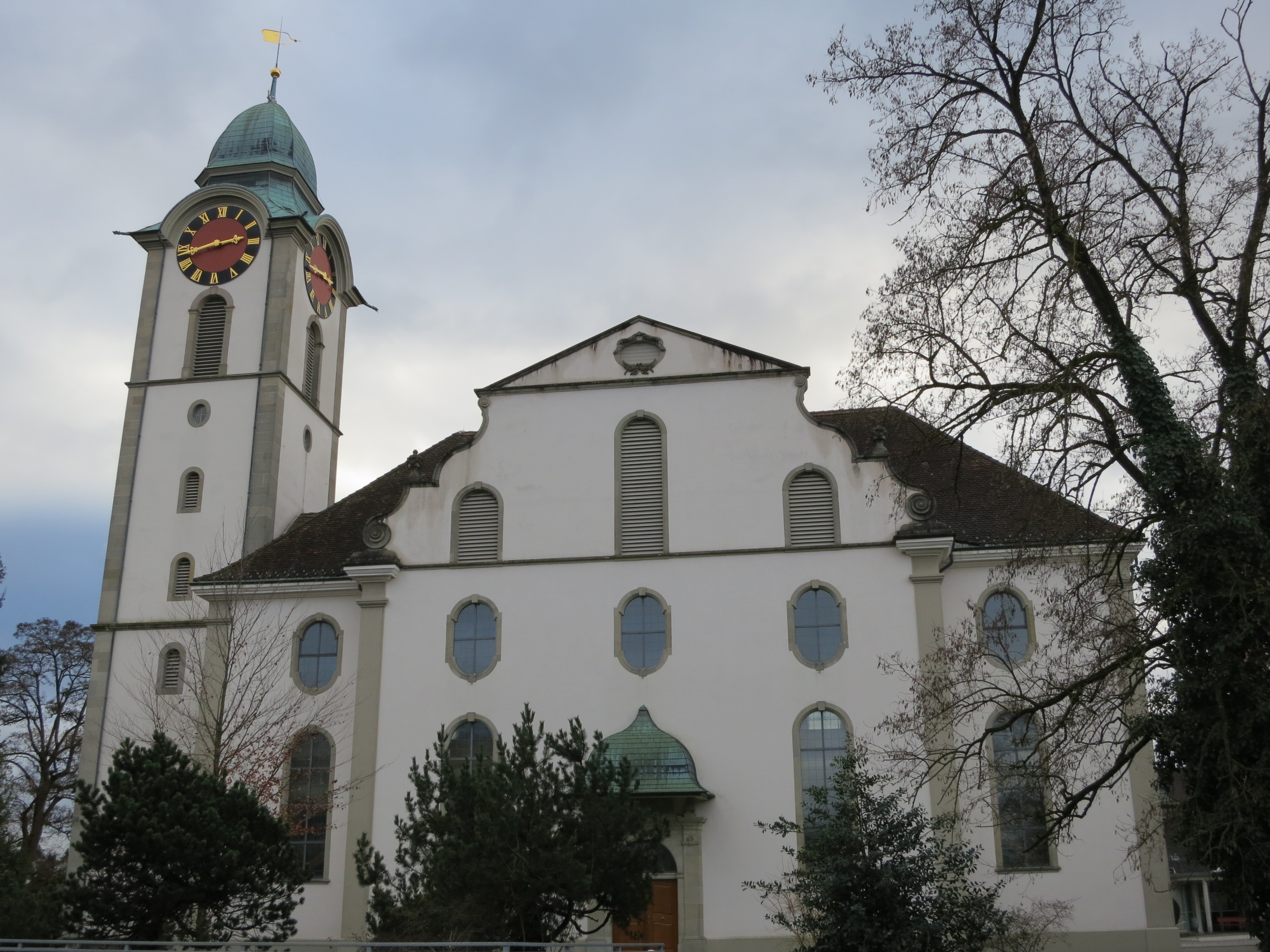
La chiesa di Santa Maria

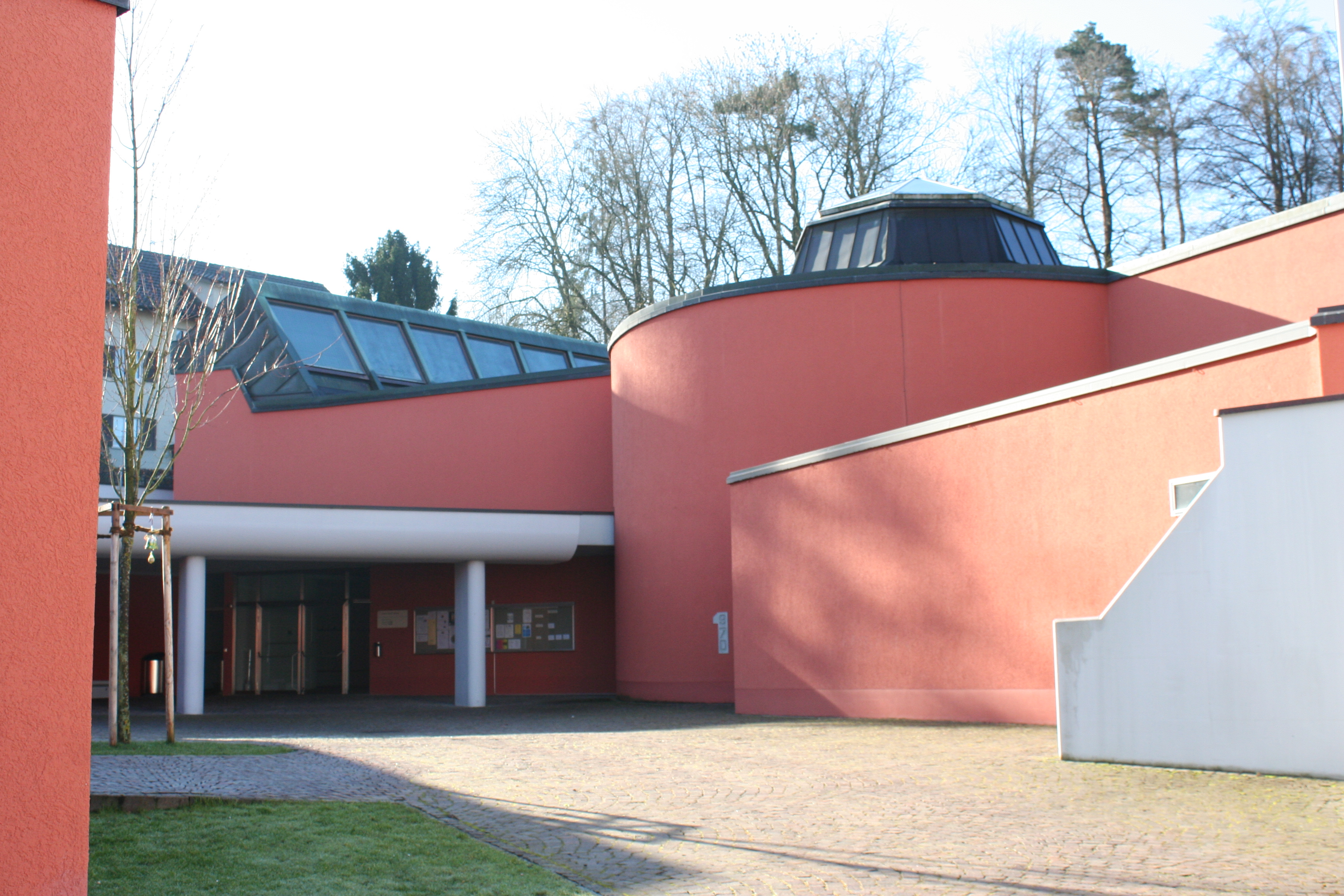
La chiesa di Cristo Re

- Chiesa riformata di Santa Maria, attestata dal 1188 e ricostruita nel 1785-1786[1];
- Chiesa cattolica di Cristo Re, eretta nel 1948[1].
- Caserma di Kloten (facente parte della Piazza d'armi di Kloten-Bülach)[2]

## Economia
A Kloten hanno sede diverse grandi aziende, tra cui Nobel Biocare, la società commerciale OPO Oeschger, il gruppo logistico Via Mat e la società di materiali da costruzione Weiacher Kies.
Tuttavia, la maggior parte delle sedi delle aziende più grandi sono collegate con l'aeroporto di Zurigo. Swiss International Air Lines ha un ufficio nella proprietà dell'aeroporto di Zurigo e a Kloten, composto dagli edifici Alpha, Bravo e Charlie. Swiss World Cargo ha la sua sede centrale negli edifici Alpha e Bravo. L'aviazione privata svizzera ha la sua sede principale nel complesso svizzero. Gli uffici aziendali di Swissôtel si trovano nel Business Center Prioria, nella proprietà dell'aeroporto di Zurigo e a Kloten. Anche SR Technics, Gategroup, Edelweiss Air e Helvetic Airways hanno la loro sede principale a Kloten. Quando Swissair esisteva, la sua sede principale si trovava nella proprietà dell'aeroporto di Zurigo e a Kloten.

## Società

### Evoluzione demografica
L'evoluzione demografica è riportata nella seguente tabella:
Abitanti censiti

## Infrastrutture e trasporti

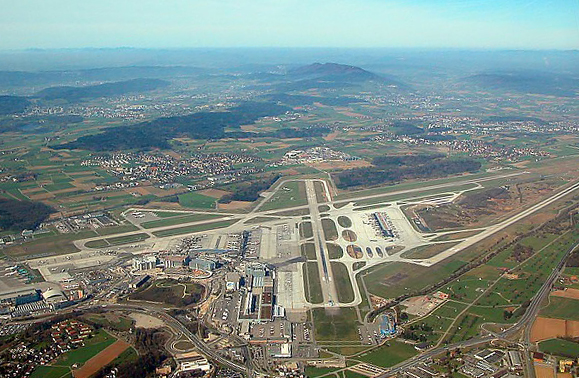
L'aeroporto di Zurigo

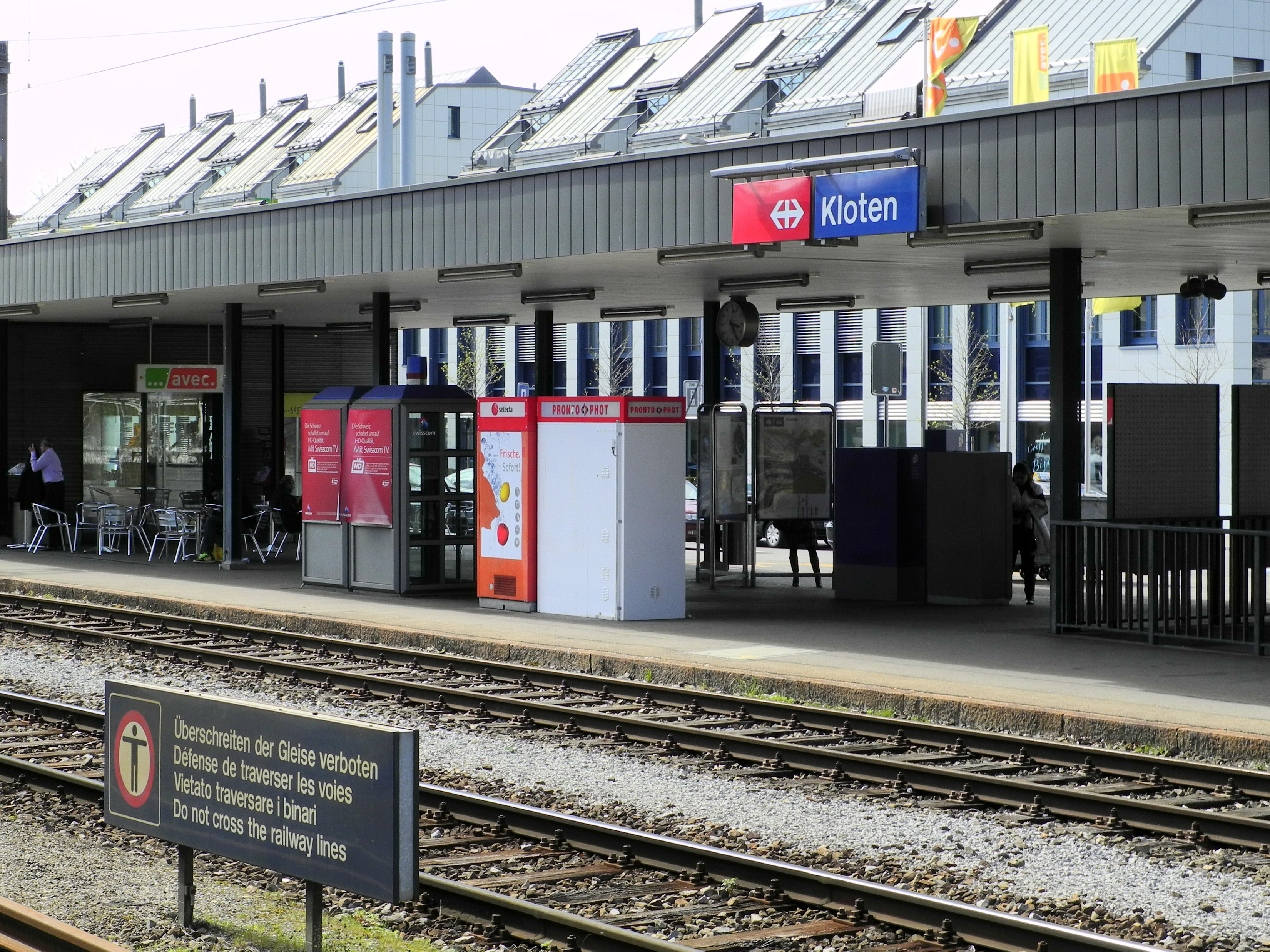
La stazione di Kloten

Nel comune è situato l'aeroporto di Zurigo, aeroporto principale svizzero per numero di visitatori e frequenza. Kloten è inoltre servito dalle stazioni di Kloten e di Kloten Balsberg, sulla ferrovia Wettingen-Effretikon e sulla rete celere di Zurigo, collegata tramite svariati autobus e dall'autostrada A51.

## Amministrazione
Ogni famiglia originaria del luogo fa parte del cosiddetto comune patriziale e ha la responsabilità della manutenzione di ogni bene ricadente all'interno dei confini del comune.

## Sport
A Kloten ha sede la squadra di hockey su ghiaccio Kloten Flyers, che gioca le sue partite alla Kolping Arena, in grado di ospitare circa 7 500 spettatori.